# Sepiidae
Sepiidae — родина головоногих молюсків з ряду каракатиць (Sepiida).

## Поширення
Sepiidae трапляються в тропічних, субтропічних і помірних зонах Старого Світу, в Середземномор'ї, навколо Австралії і Тасманії. Північна межа поширення на заході біля Норвегії.

## Опис
Sepiidae — головоногі молюски малого та середнього розміру вагою до 12 кг, мантія яких може досягати 50 см у довжину. Овальна, подовжена або майже кругла мантія оточена вузькою бахромою плавників, яка переривається на задньому кінці. Фрагмокон, розташований дорсально в мантії, під шкірою, зазвичай такої ж довжини, як і мантія (за винятком роду Metasepia), овально-ланцетної або ромбовидної форми. Масивна голова трохи вужча за мантію, видатні очі прикриті прозорою перетинкою. Навколо рота розташовані вісім рук і два витягнутих щупальця. На плечах поперечними рядами розташовані дві-чотири присоски з укріпленими хітином кільцями, а на булавоподібних потовщених кінцях щупалець — чотири або більше присосок з укріпленими хітином кільцями. Щупальця може ховати в бічні кишені мантії. Сепіїди оснащені двома парами зябер.

## Спосіб життя
Sepiidae населяють континентальний шельф і верхній континентальний схил до 1000 м глибини. Це переважно донні мешканці кам'янистого, піщаного і мулистого дна, морських луків, лісів водоростей і коралових рифів. Деякі види здійснюють спричинену температурою міграцію та збираються , зазвичай на мілководді, для розмноження. Яйця середнього розміру прикріплюються до субстрату, час розвитку залежить від температури. Самиці часто гинуть після розмноження. Тривалість життя становить від 18 до 24 місяців; самці деяких видів також можуть жити довше. Їхній раціон складається з безхребетних і кісткових риб.